# The Shadow Play
Pour plus de détails, voir Fiche technique et Distribution.
The Shadow Play (风中有朵雨做的云, Fēng zhōng yǒu duǒ yǔ zuò de yún) est un film chinois réalisé par Lou Ye, sorti en 2018.

## Fiche technique
- Titre original : 风中有朵雨做的云, Fēng zhōng yǒu duǒ yǔ zuò de yún
- Titre international : The Shadow Play
- Réalisation : Lou Ye
- Scénario : Mei Feng, Qiu Yujie et Ma Yingli
- Musique : Jonas Colstrup et Jóhann Jóhannsson
- Pays d'origine : Chine
- Genre : drame
- Date de sortie : 2018

## Distribution
- Jing Boran : Yang Jiadong
- Ma Sichun : Nuo
- Qin Hao : Jiang Zicheng
- Song Jia : Lin Hui
- Michelle Chen : Lian Ah Yun
- Cherry Ngan